# جيريمي غارا
جيريمي غارا هو طبال كندي، ولد في 6 يونيو 1978 في أوتاوا في كندا.

## وصلات خارجية
- جيريمي غارا على موقع IMDb (الإنجليزية)
- جيريمي غارا على موقع ميوزك برينز (الإنجليزية)
- جيريمي غارا على موقع أول ميوزيك (الإنجليزية)
- جيريمي غارا على موقع ديسكوغز (الإنجليزية)
- جيريمي غارا على موقع قاعدة بيانات الفيلم (الإنجليزية)